# Shin’ichi Fujimura
Shin’ichi Fujimura (jap. 藤村新一 Fujimura Shin’ichi; ur. 1950) – japoński archeolog amator, z wykształcenia elektronik, jeden z najbardziej znanych współczesnych fałszerzy zabytków.
Począwszy od 1981 roku Fujimura ogłaszał sensacyjne znaleziska prehistorycznych artefaktów, które całkowicie rewidowały wiedzę na temat najdawniejszych dziejów Japonii. Według powszechnie dziś akceptowanego przez historyków poglądu Wyspy Japońskie zostały zasiedlone około 30 tysięcy lat temu przez ludność przybyłą z terenów kontynentalnej Azji. Fujimura znajdował jednak wyroby ludzkie mające pochodzić sprzed 80, 100 a nawet 200 tysięcy lat, udowadniające niezwykle długą obecność człowieka w tej części świata. Choć pojawiały się wątpliwości co do zbyt wielkiej ilości „cudownych” odkryć dokonanych przez jednego tylko człowieka, autentyczność znalezisk powszechnie nie była jednak podawana w wątpliwość.
W 2000 roku Fujimura rozpoczął badania stanowiska Kamitakamori około 300 kilometrów na północ od Tokio, gdzie miał odkryć resztki osady, wydłużające historię obecności człowieka na Wyspach Japońskich aż do 600 tysięcy lat. Miejsce wykopalisk znajdowało się jednak pod okiem dziennikarzy śledczych, którzy uprzednio zamontowali wokół niego ukryte kamery. Na opublikowanych wkrótce potem zdjęciach i nagraniach uchwycono Fujimurę potajemnie zakopującego rzekome artefakty, które następnie w kolejnych dniach podczas „prac wykopaliskowych” wydobywał z ziemi. Po ujawnieniu kompromitujących materiałów Fujimura publicznie przyznał się do podrobienia znalezisk na kilkudziesięciu stanowiskach i zakończył działalność archeologiczną. Japońskie Stowarzyszenie Archeologiczne powołało komisję, która po przebadaniu sprawy potwierdziła, iż odkrycia Fujimury były nieprawdziwe.